# Tabor metra w Los Angeles

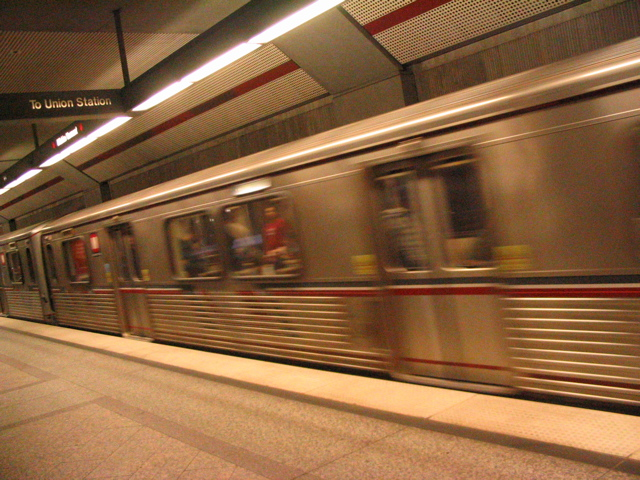
Pociąg metra typu Breda A650 na stacji Wilshire/Vermont.

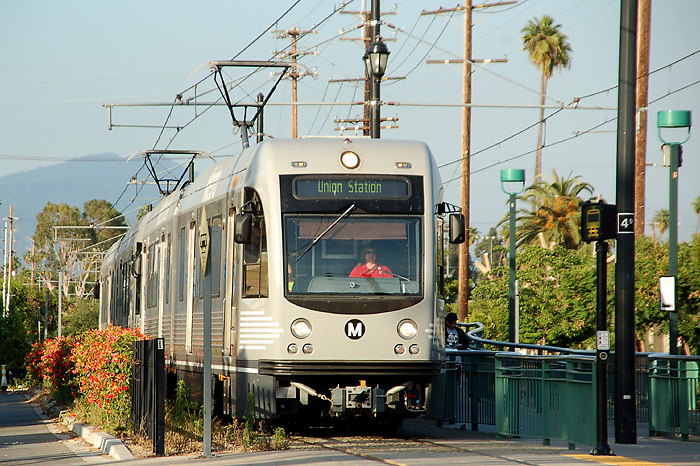
Nowy tramwaj typu Breda P2550 stacji metra Highland Park.

Los Angeles County Metropolitan Transit Authority (Metro) jest operatorem sześciu linii metra działających w ramach systemu metra w Los Angeles. System ten obejmuje cztery naziemne linie (które są liniami metra jedynie w potocznym znaczeniu tego słowa gdyż właściwie są to linie lekkiej kolei) i dwie podziemne linie metra. Pociągi te zazwyczaj kursują w składach sześciowagonowych. Wszystkie wagony są typu A650 i zostały zbudowane przez włoską firmę AnsaldoBreda. Te wagony metra są podobne do tych używanych w systemie metra waszyngtońskiego, gdyż używają silników trakcyjnych wyprodukowanych przez firmę General Electric.
Podziemne linie metra (linie czerwona i fioletowa) obsługiwane są przez dwudziestotrzymetrowe wagony elektrycznych zespołów trakcyjnych o długości 23 metrów i zasilanych z trzeciej szyny.
Naziemne linie metra (linie niebieska, zielona i złota oraz Expo) są obsługiwane przez dwudziestosiedmiometrowe przegubowe tramwaje dwukierunkowe napędzane z górnej sieci trakcyjnej. Tramwaje kursują jako pojedyncze wagony lub w składach dwu albo trzywagonowych.

## Lista pojazdów szynowych

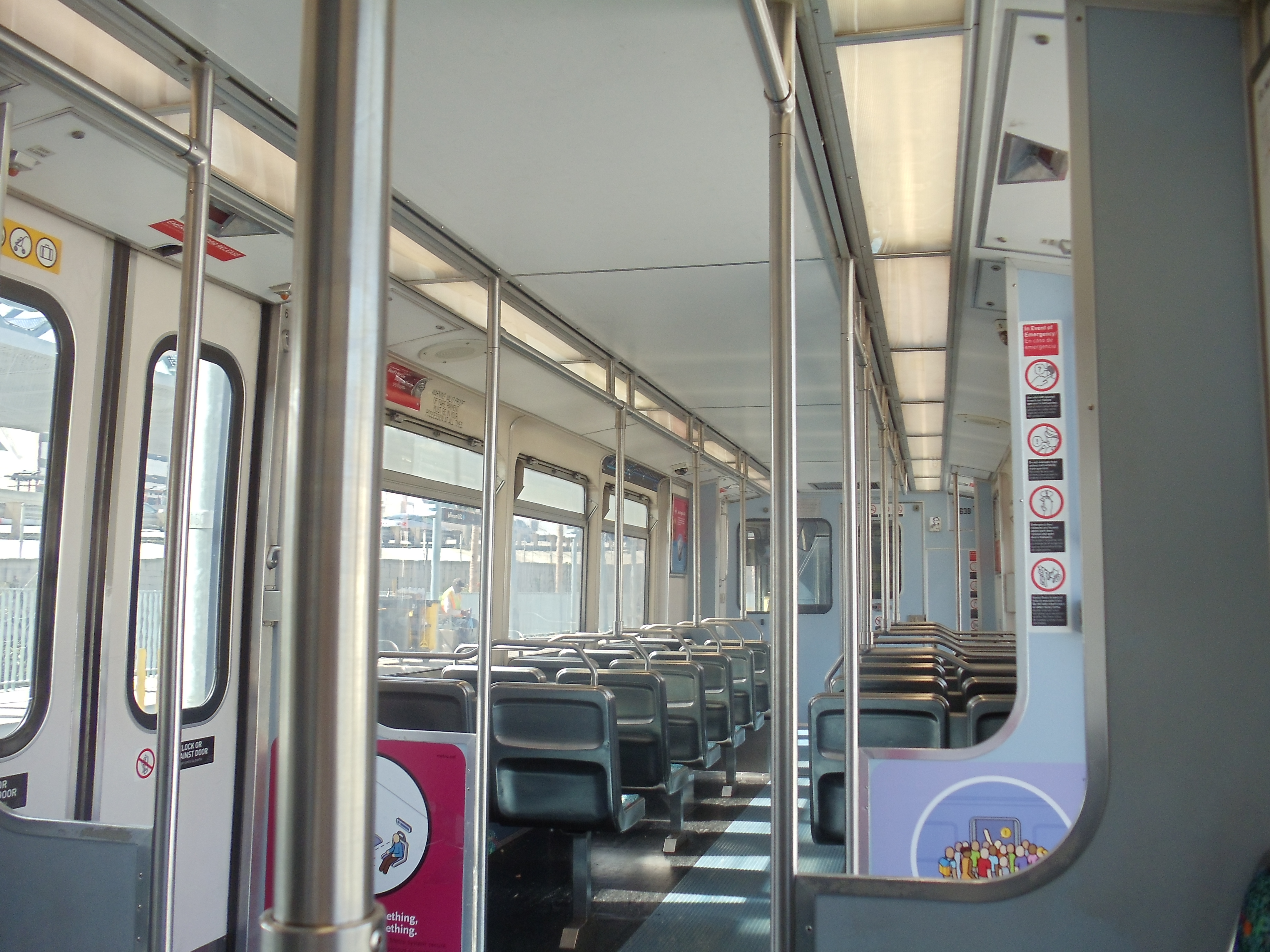
Wnętrze wagonu tramwajowego marki Nippon który obecnie jest eksploatowany na linii Expo.

| Producent                      | Model | Zdjęcie | Rok         | Numery wagonów | Liczba zakupionych wagonów | Linia                                       | Przypisany do zajezdni                                  | Uwagi |
| ------------------------------ | ----- | ------- | ----------- | -------------- | -------------------------- | ------------------------------------------- | ------------------------------------------------------- | ----- |
| Nippon Sharyo                  | P865  |         | 1989–1990   | 100-153        | 54                         | Niebieska/Expo                              | 11                                                      | 1     |
| Breda Costruzioni Ferrioviarie | A650  |         | 1991–1992   | 501-530        | 30                         | Czerwona/Fioletowa                          | 20                                                      |       |
| Nippon Sharyo                  | P2020 |         | 1994–1995   | 154-168        | 15                         | Niebieska/Expo                              | 11 (dawniej 22)                                         | 2     |
| Breda Costruzioni Ferrioviarie | A650  |         | 1996-2000   | 531-604        | 74                         | Czerwona/Fioletowa                          | 20                                                      |       |
| Siemens                        | P2000 |         | 1996–1999   | 200-226        | 27                         | Zielona                                     | 22                                                      |       |
| Siemens                        | P2000 |         | 1996-1999   | 227-250        | 24                         | Niebieska/Expo                              | Division 21 Yard (do przeniesienia do Division 11 Yard) |       |
| Siemens                        | P2000 |         | 1996-1999   | 301 - 302      | 2                          | Niebieska/Expo                              | 11 (dawniej 21)                                         |       |
| Ansaldobreda                   | P2550 |         | 2006 - 2011 | 701 - 750      | 50                         | Złota                                       | 21                                                      |       |
| Kinki Sharyo                   | P3010 |         | 2014 - 2018 | 1001 - 1235    | 235                        | Niebieska/Expo/Złota/Zielona i Crenshaw/LAX | 21                                                      |       |

## Stacje techniczno postojowe

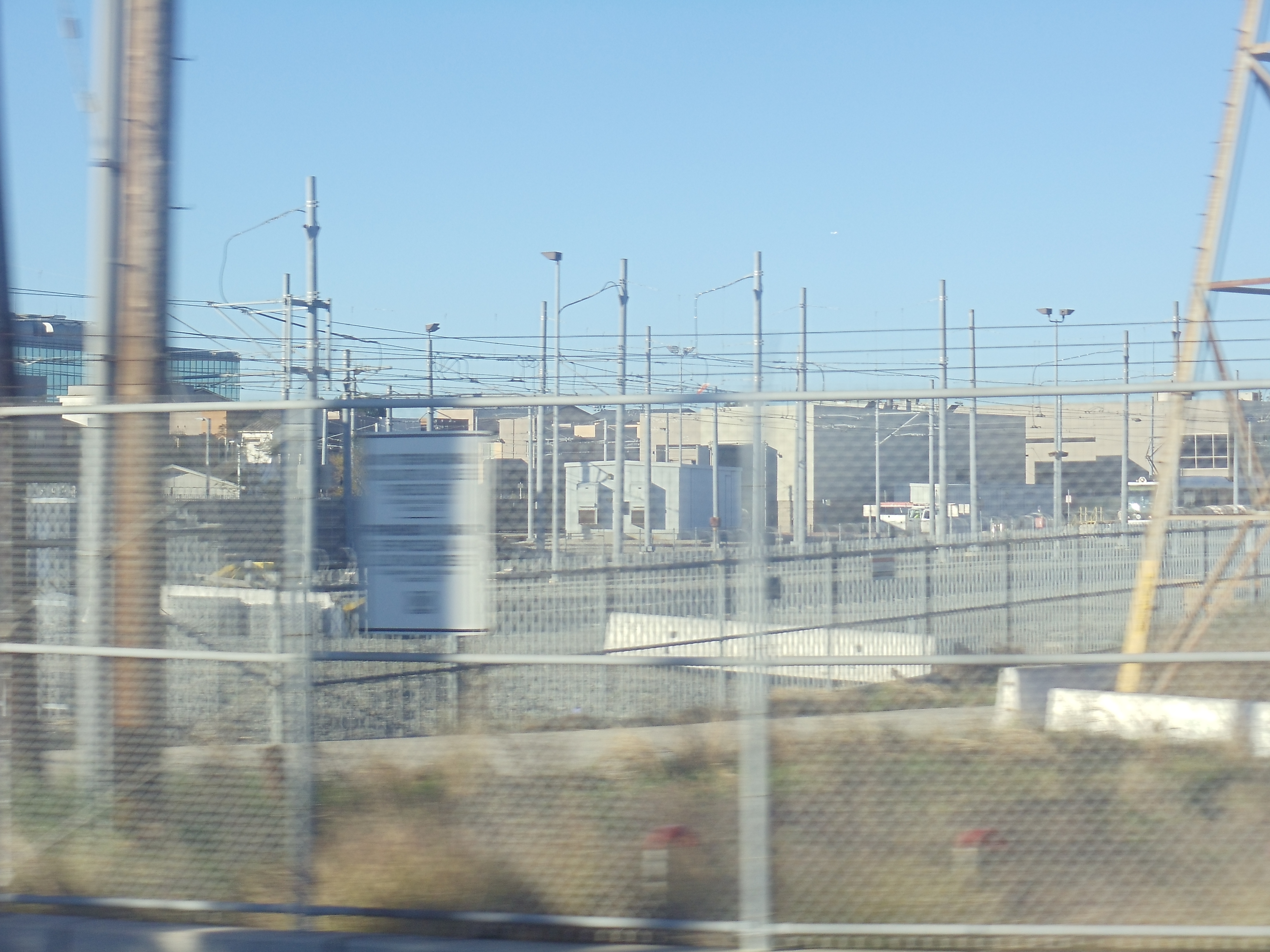
Pociągi zielonej linii metra garażują na terenie zajezdni Division 22 (Hawthorne), która jest najmniejszą stacją techniczno-postojową w całej sieci metra w Los Angeles.

| Stacja techniczno-postojowa               | Linia                    | Lokalizacja |
| ----------------------------------------- | ------------------------ | --- |
| Division 11 Yard (208th Street Yard)      | Niebieska linia          | W północnej części Long Beach, w pobliżu skrzyżowania Santa Fe Avenue z Del Amo Avenue, wzdłuż rzeki Los Angeles |
| Division 20 Yard (Santa Fe Yard)          | Czerwona/Fioletowa Linia | W Downtown Los Angeles, przy Santa Fe Avenue blisko 4th Street, wzdłuż rzeki Los Angeles                         |
| Division 21 Yard (Los Angeles River Yard) | Złota linia              | Na obszarze Downtown Los Angeles, na wschód od Chinatown, wzdłuż rzeki Los Angeles                               |
| Division 22 Yard (Aviation Street Yard)   | Zielona linia            | W mieście Lawndale, w pobliżu Aviation Boulevard i Rosecrans Avenue                                              |